# Katrina Westerberg
Brita Katrina Westerberg, född Norrlander 30 november 1945, är en tidigare svensk landslagsspelare i handboll.

## Klubblagskarriär
Idrottskarriären började med friidrott men sen tog handbollen över. Under alla sina år i eliten spelade hon för HK Linne i Lidköping. Hon värvades till HK Linne i början av 1960-talet och spelade sedan kvar i klubben hela tiden. Under sin tid i klubben vann hon ungdoms-SM men aldrig ett seniormästerskap.

## Landslagskarriär
Katrina Westerberg spelade åtta ungdomslandskamper 1963 till 1967 vara dem fem sista var i U22 VM 1967. Hon spelade de tre första 1963 så det var tre års uppehåll mellan landskamperna. Hon stod för 6 mål i ungdomslandslaget.
Westerberg spelade med namnet Karin Westerberg (fel namn), 31 landskamper enligt den gamla statistiken. Enligt den nya statistiken spelade hon bara 28 landskamper, med 5 vinster och 22 förluster och en oavgjord. I den nya statistiken har bara innelandskamper tagits med och troligen spelade hon tre landskamper utomhus. Hon stod för 14 mål i landslaget. Debuten spelade hon den 7 december 1963 i Oslo mot Norge i en match Norge vann med 9-7. Även sista matchen den 3 november 1968 spelades mot Norge i Vänersborg  och matchen slutade med norsk vinst 8-3. Sverige tillhörde inte de bättre lagen vilket framgår av landskampsstatistiken och Katrina Westerberg spelade aldrig i en mästerskapsturnering.